# David Verdaguer
David Verdaguer (Malgrat de Mar, 28 de setembro de 1983) é um ator espanhol. Em 2018, ganhou o Prêmio Goya de melhor ator coadjuvante pelo seu papel no filme Estiu 1993.

## Filmografia
- 10.000 km, como Sergi. Dir. Carlos Marqués-Marcet (2014)
- Requisitos para ser una persona normal, como Juan. Dir. Leticia Dolera (2015)
- 100 Metros, como Mario, Dir. Marcel Barrena (2016)
- No culpes al karma de lo que te pasa por gilipollas, como Roberto. Dir. María Ripoll (2016)
- Estiu 1993, como Esteve. Dir. Carla Simón (2017)
- Tierra firme, como Roger. Dir. Carlos Marqués-Marcet (2017)
- Lo dejo cuando quiera, como Pedro. Dir. Carlos Therón (2019)
- Los días que vendran, como Lluis. Dir. Carlos Marqués-Marcet (2019)
- Salir del ropero, como Jorge. Dir. Ángeles Reiné (2019)
- Uno para todos, como Aleix. Dir. David Ilundain (2020)
- Hogar, como Raúl. Dir. Alex Pastor e David Pastor (2020)